# Let the bouzoukis play
Let the bouzoukis play is een single van de saxofonist André Moss uit 1974. Het is een instrumentaal nummer waarin alleen de titel af en toe wordt gezongen. Het nummer dat werd geschreven door Jack de Nijs. Hetzelfde geldt voor de B-kant Glenn's party. Het verscheen ook op het album Rosita (1974).
De single werd in Nederland, België en Duitsland uitgebracht, maar stond alleen in Nederland enkele weken in de hitlijsten. In Duitsland werd voor een andere B-kant gekomen, namelijk voor Rosita die een jaar eerder in Nederland en België in de hitlijsten stond.

## Hitnoteringen

### Nederland
| Let the bouzoukis play in de Nederlandse Top 40 van 22-2-1975 t/m 8-3-1975 | Let the bouzoukis play in de Nederlandse Top 40 van 22-2-1975 t/m 8-3-1975 | Let the bouzoukis play in de Nederlandse Top 40 van 22-2-1975 t/m 8-3-1975 | Let the bouzoukis play in de Nederlandse Top 40 van 22-2-1975 t/m 8-3-1975 | Let the bouzoukis play in de Nederlandse Top 40 van 22-2-1975 t/m 8-3-1975 |
| Week                                                                       | 1                                                                          | 2                                                                          | 3                                                                          |                                                                            |
| -------------------------------------------------------------------------- | -------------------------------------------------------------------------- | -------------------------------------------------------------------------- | -------------------------------------------------------------------------- | -------------------------------------------------------------------------- |
| Positie                                                                    | 38                                                                         | 32                                                                         | 38                                                                         | uit                                                                        |

| Positie | 29 | 25 | uit |